# Novoiavorivske
Novoiavorivske (tiếng Ukraina: Новояворівське) là một thành phố của Ukraina. Thành phố này thuộc tỉnh Lviv. Thành phố này có diện tích ? km2, dân số theo điều tra dân số năm 2022 là 31366 người.